# ريال مينارد
ريال مينارد (بالفرنسية: Réal Ménard) (من مواليد 13 مايو 1962 في مونتريال، كيبك) هو سياسي كندي. كان عضوًا في الكتلة الكيبيكية في مجلس العموم الكندي من عام 1993 إلى عام 2009. وكان ثاني عضو كندي في البرلمان يعلن عن كونه مثلي الجنس (بعد سفيند روبنسون).
مينارد عالم سياسي حاصل على درجتي البكالوريوس والماجستير ويحمل أيضًا شهادة في القانون من جامعة أوتاوا.

## السياسة على المستوى الفيدرالي
ترشح لأول مرة لمنصب فيدرالي في الانتخابات الفيدرالية الكندية 1984 كمرشح عن الحزب القومي في كيبيك الصغير في دائرة «هوشيلاغا-ميزوناف» (بالفرنسية: Hochelaga-Maisonneuve). وتنافس بعد هزيمته في هذه المحاولة الأولى في الانتخابات الفيدرالية الكندية 1993 عن الكتلة الجديدة والأكبر حجمًا الكتلة الكيبيكية. وانتخب وأعيد انتخابه في الانتخابات الفيدرالية الكندية 1997 والانتخابات الفيدرالية الكندية 2000. ٱعِيد انتخابه بعد إعادة تقسيم الدوائر في الانتخابات الفيدرالية في الدائرة الجديدة هوشيلاغا في الانتخابات الفيدرالية الكندية 2004 والانتخابات الفيدرالية الكندية 2006 والانتخابات الفيدرالية الكندية 2008.
شغل في بداية مسيرته البرلمانية عدة مرات منصب ناقد الكتلة في مجالات الصحة والعلوم والبحث والتطوير والعمل والدفاع الوطني والمكتب الفيدرالي للتنمية الإقليمية في كيبيك. وكان من عام 1998 إلى 29 يونيو 1999 ناقدًا للمواطنة والهجرة والإسكان العام؛ ثم عاد لشغل منصب الناقد الصحي وشغل منصب نائب رئيس اللجنة الدائمة لثلاث دورات. تولى في 14 سبتمبر 2001 مسؤولية انتقادية إضافية لمنطقة مونتريال.
أصبح مينارد في 15 فبراير 1994 أول عضو في مجلس العموم الكندي يستخدم كلمة «إنترنت» قائلاً «في بناء الطريق السريع الإلكتروني، ستحترم الحكومة مناطق الولايات القضائية الإقليمية وتضمن توفر الاتصالات التي تربطنا بالإنترنت أيضا باللغة الفرنسية.»
تم نقله من منصب الناقد الصحي ليصبح ناقدًا للعدالة في الكتلة الكيبيكية في مارس 2006.

## السياسة على المستوى البلدي
أعلن مينارد في يونيو 2009 أنه سيستقيل من مجلس العموم في 16 سبتمبر من أجل الترشح كمرشح لحزب رؤية مونتريال لمنصب رئيس بلدية ميرسيي-هوشيلاغا-ميزوناف (بالفرنسية: Mercier-Hochelaga-Maisonneuve) في انتخابات مونتريال البلدية 2009. كان في السابق قبل انتخابه لأول مرة لمجلس العموم مساعدًا سياسيًا لويز هاريل مرشحة حزب رؤية مونتريال في عام 2009 لمنصب رئيس بلدية مونتريال عندما كانت نائبة في الجمعية الوطنية في كيبيك.
فاز في انتخابات رئاسة بلدية ضاحية ميرسيي-هوشيلاغا-ميزوناف (بالفرنسية: Mercier-Hochelaga-Maisonneuve) في 1 نوفمبر 2009.